# Afrotyphlops fornasinii
Afrotyphlops fornasinii är en ormart som beskrevs av Bianconi 1847. Afrotyphlops fornasinii ingår i släktet Afrotyphlops och familjen maskormar. Inga underarter finns listade i Catalogue of Life.
Denna orm förekommer i östra Sydafrika, i södra Mocambique och kanske i östra Eswatini. En avskild population finns i sydöstra Zimbabwe. Arten lever i låglandet och i kulliga områden upp till 450 meter över havet. Den vistas i fuktiga savanner och i buskskogar. Individerna gräver i lövskiktet och i det översta jordlagret. Honor lägger ägg.
Landskapsförändringar skulle påverka beståndet negativ. Afrotyphlops fornasinii hittas i olika skyddszoner. IUCN listar arten som livskraftig (LC).